# Ломако, Вера Фёдоровна
Вера Фёдоровна Ломако (25 декабря 1913, Омск — 14 октября 1984, Москва) — советская лётчица, мировая рекордсменка, участница Великой Отечественной войны.

## Биография
Родилась 25 декабря 1913 года в г. Омске в семье политического ссыльного — гомельского машиниста-железнодорожника.
После окончания средней школы работала в Гомеле в литейном цехе завода «Гомсельмаш». Училась в Ленинградской военно-теоретической школе лётчиков, затем в Качинской авиашколе (окончила её в 1933 году). Советская лётчица-истребитель, командир истребительной эскадрильи, участвовала в воздушных парадах на Красной площади.
В 1937 году была направлена в Севастополь для изучения техники полётов на гидросамолётах. Установила мировой рекорд полёта по треугольнику. 2 июля 1938 года вместе с М. М. Расковой и П. Д. Осипенко участвовала в осуществлении первого в истории авиации дальнего беспосадочного перелёта женского экипажа на гидросамолёте МП-1 из Севастополя в Архангельск (аэродром Лахта); за этот перелёт была награждена орденом Ленина.
20 июля 1938 года присвоено звание капитан.
С 1939 года служила в 58-й  истребительной  авиабригаде  в Орше затем под Москвой. Член ВКП(б)/КПСС с 1939 года.
Участвовала в Великой Отечественной войне. Была командиром эскадрильи 586-го ИАП, летала на «Як-1», на нем совершила 8 боевых вылетов. Во время обороны Москвы выполняла задания по перехвату фашистских бомбардировщиков и истребителей сопровождения. В 1941—1942 годах вместе с Расковой М.М. участвовала в формировании женских авиаполков.
Участвовала в освобождении Белоруссии — командиром эскадрильи 586-го ИАП, штурманом истребительного полка, заместителем командира авиаполка (634 НБАП), произвела 25 боевых вылетов на самолёте У-2. Ей был вручён один из 3-х, построенных на средства кричевских железнодорожников, самолёт с надписью: «От железнодорожников Кричевского узла — майору В. Ф. Ломако». Выполнила много полётов по разведке и фотографированию позиций противника под Чаусами, Могилёвом, Минском. 13 августа 1944 года «за умелое руководство частью и образцовое выполнение заданий командования по разгрому немецких захватчиков и за лично произведенные 33 боевых вылетов» майор Ломако была награждена орденом Отечественной войны I степени.
С января 1944 г - командир 425-й Отдельной Армейской авиаэскадрильи связи 4-й Воздушной армии. Эскадрилья под её командованием совершила 1679 самолёто-вылетов. 30 апреля командир эскадрильи майор Ломако была награждена орденом Отечественной войны II степени.
После войны жила в Москве.
Умерла 14 октября 1984 года.
Муж — лётчик Пётр Дмитриевич Башмаков.

## Память
- Именем В. Ф. Ломако названа улица в г. Кричев; её награды и документы экспонируются в Кричевском краеведческом музее[3].
- В честь В. Ф. Ломако названа одна из улиц в городе Глубокое.